# Оршулич, Марин
Марин Оршулич (хорв. Marin Oršulić; 25 августа 1987, Меткович, Югославия) — хорватский футболист, защитник.

## Карьера
Футбольную карьеру начал в 2005 году в составе клуба «Загреб». Был самым молодым капитаном в чемпионате Хорватии.
В 2013 году стал игроком азербайджанского клуба «Хазар-Ленкорань».
В 2014 году подписал контракт с клубом «ЦСКА» София, за который провел 16 матчей в Чемпионате Болгарии.
В 2017 году перешёл в южнокорейский клуб «Соннам».
В 2019 году подписал контракт с казахским клубом «Кайсар», однако уже спустя неделю клуб разорвал соглашение.
В 2020 году кипрский клуб «Омония Псевда» на своём сайте объявил о том, что Оршулич будет выполнять роль помощника тренера команды.